# Cage the Songbird
Cage the Songbird è un brano composto dall'artista britannico Elton John e dal chitarrista Davey Johnstone; il testo è di Bernie Taupin.

## Il brano
Cantato dalla rockstar, costituisce la sesta traccia dell'album del 1976 Blue Moves. Mette in evidenza la nuova band di Elton (privata del bassista Dee Murray e del batterista Nigel Olsson già da un anno) e la melodia è stata molto notata dalla critica; tra l'altro, ai cori sono presenti artisti come David Crosby e Graham Nash. Il testo di Bernie racconta l'ultimo atto (romanzato) della cantante francese Édith Piaf, descrivendone le ultime ore di vita poco prima del suicidio (ovviamente una finzione letteraria di Taupin, dato che l'artista transalpina morì di broncopolmonite). La tragica morte di una celebrità era già stata il tema portante di un grande classico del 1973, sempre composto da Elton e Bernie: Candle in the Wind, proveniente dal celeberrimo Goodbye Yellow Brick Road.
La cantante britannica Kiki Dee ha lavorato, nel 1976, alla produzione di un album intitolato Cage The Songbird, ma il progetto ha visto la luce solo nel ventunesimo secolo.
È anche certo che la cantante Crystal Gayle abbia eseguito una cover della canzone e che ne abbia fatto la title track di un suo album del 1983.